# Survivor 41
Survivor 41 (v anglickém originále Survivor 41) je čtyřicátá první řada americké reality show Survivor. Natáčela se na přelomu dubna a května roku 2021 a premiérově byla vysílána na CBS od 22. září do 15. prosince 2021.

## Poloha a doba natáčení
Série se odehrávala na Fidži, konkrétně na souostroví Mamanuca. Natáčela se od 15. dubna do 10. května 2021.